# Крістоф Оноре
Крісто́ф Оноре́ (фр. Christophe Honoré) (нар. 10 квітня 1970, Каре-Плугер) — французький сценарист, режисер і письменник.

## Біографія
Крістоф Оноре народився 10 квітня 1970 року в Бретані, в комуні Каре-Плугер. Закінчив державну французьку школу кінематографії.
В 2001 рік у зняв короткометражний фільм «Ми двоє», а в повнометражному кіно дебютував у 2002, картиною «17 миттєвостей Сесіль Кассар».
Його фільм «Усі пісні лише про кохання» (фр. Les chansons d'amour) номінувався на отримання « Золотої Пальмової Гілки» на Каннському кінофестивалі в 2007 році.

## Особисте життя
Крістоф Оноре — відкритий гей, і деякі з його фільмів або сценаріїв («Дівчата не вміють плавати», «Сімнадцять разів Сесіль Кассард» та «Усі пісні лише про кохання») торкаються теми геївських або лесбійських відносин.

## Вибрана фільмографія

### Режисер
- 2018: Насолоджуватися, кохати та швидко бігати / Plaisir, aimer et courir vite
- 2011: Les Bien-aimés
- 2010: Homme au bain (Франсуа Сага)
- 2009: Моя дівчинка не хоче ... (К'яра Мастроянні, Марина Фоїс, Марі-Крістін Барро та Луї Гаррель)
- 2008: Очаровашка (Прекрасна смоковниця) (Луї Гаррель, Леа Сейду та Грегуар Лепренс-Ренге)
- 2007: Усі пісні лише про кохання (Луї Гаррель, Людівін Саньє, Грегуар Лепренс-Ренге і К'яра Мастроянні)
- 2006:  Паризька історія (Ромен Дюріс, Луї Гаррель, Жоанна Прейсс, Гі Маршан та Марі-Франс Пізьє)
- 2003: Моя мати (адаптація роману Жоржа Батая — Ізабель Юппер та Луї Гаррель)
- 2002: 17 разів Сесіль Кассар (Беатріс Даллі, Ромен Дюріс та Жанна Балібар)
- 2002: Близько до Лео
- 2000: Ми двоє

### Сценарист
- 2018: Насолоджуватися, кохати та швидко бігати / Plaisir, aimer et courir vite
- 2006: Dans Paris
- 2004: Le Clan
- 2003: Ma mère
- 2002: Tout contre Léo
- 2002: Novo
- 2002: Сімнадцять разів Сесіль Кассард / Dix sept fois Cécile Cassard
- 2000: Nous deux
- 2000: Дівчата не вміють плавати / Les filles ne savent pas nager

## Вибрана бібліографія
- 1997:L'Infamille (ISBN 2-87929-143-7)
- 1999:La Douceur (ISBN 2-87929-236-0)
- 2002:Scarborough (ISBN 2-87929-310-3)

## Сценографія
- 1998:Les Débutantes
- 2001:Le pire du troupeau